# Tadewos Mikajelean
Tadewos Mikajelean (armenisch Թադեվոս Միքայելեան; persisch طاطاوس میکائیلیان; englisch Tateos Michaelian; * 1932 in Teheran; † 29. Juni 1994 ebenda) war ein iranisch-armenischer, auf Persisch predigender Pastor in der pfingstkirchlichen Dschama'at-e Rabbani (Versammlungen Gottes) und in der armenisch-evangelischen Kirche St. Johannes sowie Leiter der iranischen Bibelgesellschaft. Er übersetzte christliche Literatur ins Persische und war an einer persischen Bibelübersetzung beteiligt. 1994 wurde er von Unbekannten ermordet und gilt heute als christlicher Märtyrer.

## Leben
Tadewos Mikajelean wurde 1932 in Teheran in eine Familie von Armeniern geboren. 1953 schloss er an der Universität Teheran ein Bachelor-Studium in Rechtswissenschaften ab. In den 1960er Jahren entstand in Teheran eine pfingstkirchliche Bewegung, Dschama'at-e Rabbani, in der sich Tadewos Mikajelean zeitweise engagierte. Die erste Pfingstgemeinde begann ihre Tätigkeit im Juni 1960 im Untergeschoss eines Lokals an der Pahlavi-Straße in Teheran, während eine weitere Gemeinde im Dezember 1961 im Stadtteil Majidieh eröffnete, wo viele Armenier lebten. Nach dem plötzlichen Tod der Pastoren und Kirchengründer Haizak und Hrand Chatschaturjan durch einen Autounfall am 3. Dezember 1961 übernahm Tadewos Mikajelean gemeinsam mit Levon Hairapetian die Leitung der in Gründung befindlichen Pfingstkirche von Majidieh. 1972 entstand ein neues Gotteshaus der Pfingstler im ebenfalls stark armenischen Viertel Namaak. 1970 wurde Michaelian Direktor der iranischen Bibelgesellschaft. 1974 absolvierte er ein Theologie-Studium an der Theologischen Hochschule NEST in Beirut. Danach wurde er in Teheran Lehrer und Schulleiter der armenischen Schule „Gohar Mesropian“ bei der armenisch-evangelischen, presbyterianischen Kirche St. Johannes. 1980 wurde er von der Armenischen Evangelischen Kirche als Pastor der Johanneskirche mit der Leitung der Gemeinde betraut und behielt dieses Amt bis zu seinem Tode inne.
Nach der Islamischen Revolution 1979 kritisierte er Anfang der 1980er Jahre gegenüber französischen Journalisten die staatlichen Restriktionen gegenüber den Christen. Die Behörden luden ihn vor und warfen ihm vor, konterrevolutionär aktiv zu sein, was er entschieden verneinte. Die von Michaelian geleitete iranische Bibelgesellschaft wurde 1990 von den Behörden geschlossen. Die armenisch-evangelische Johanneskirche zog nicht so viele Muslime an wie Dschama'at-e Rabbani, doch predigte Tadewos Mikajelean auf Persisch und hatte einige ehemalige Muslime in seiner Gemeinde. Die Behörden forderten von der Armenischen Evangelischen Kirche, keine Gottesdienste auf Persisch zu halten und nur noch auf Armenisch predigen. Zudem sollte Michaelian keine Muslime mehr in die Gottesdienste lassen, sondern diese wegschicken. Diese Forderungen wies Michaelian zurück – ebenso wie dies seine beiden Kollegen und Freunde von Dschama'at-e Rabbani, Haik Hovsepian Mehr (1945–1994) und Mehdi Dibaj (1935–1994) taten. Immerhin war Michaelian im Dezember 1993 schließlich bereit, eine Erklärung zu unterschreiben, dass in Iran Religionsfreiheit bestehe. Mehdi Dibaj war jedoch ab 1983 inhaftiert und wurde 1993 wegen Apostasie zum Tode verurteilt. Michaelian und Hovsepian Mehr setzten sich für den Gefangenen ein, der am 16. Januar 1994 freigelassen wurde. Am 31. Januar 1994 wurde aber Hovsepian Mehr tot in einer Leichenhalle aufgefunden. Michaelian wurde nun an Stelle Hovsepians Vorsitzender des Rates der Protestantischen Kirchen im Iran. Bei Hovsepians Begräbnis beschuldigte er gegenüber ausländischen Journalisten die iranische Regierung, für den Mord an Hovsepian verantwortlich zu sein, und kritisierte sie auch auf internationalen Konferenzen.
Am 29. Juni 1994 wurde Tadewos Mikajelean, zu diesem Zeitpunkt 62 Jahre alt, vermisst gemeldet. Am 2. Juli 1994 wurde sein Leichnam gefunden, und sein Sohn wurde zur Identifikation gerufen. Er hatte drei Schusswunden, und ein Teil seines Hinterkopfes war weggeschossen. Nach Angaben der iranischen Behörden wurde die Leiche in einer Wohnung gefunden, die von mehreren Studenten angemietet worden war. Am 5. Juli 1994 wurde auch Dibaj tot aufgefunden. Während evangelische Kirchenvertreter die iranische Regierung für den Tod der Pastoren verantwortlich machten, wies dies die Regierung von sich. Am 6. Juli 1994 nahm die iranische Polizei eine Frau fest, die nach Angaben der Polizei im Verhör erklärte, zu den Volksmudschahedin (Moujahiden Khalq) zu gehören, und diese seien auch für den Mord an Michaelian und Dibaj verantwortlich. Die iranische Regierung und die Volksmudschahedin beschuldigten sich danach gegenseitig, die beiden Pastoren ermordet zu haben.

## Die Johanneskirche nach Michaelians Tod
Nach Tadewos Mikajeleans Tod übernahm sein Schwiegersohn Hendrik Shanazarian als Pastor die Leitung der Gemeinde und war auch 7 Jahre lang Exekutivdirektor der Synode der Evangelischen Kirchen im Iran, bis er 2007 mit seiner Familie in die USA emigrierte, wo er in einer evangelischen Gemeinde in Los Angeles (Standort westlich von Glendale) Pastor wurde. Seit dem Mord an Michaelian und der Auswanderung seiner Familie finden in der armenisch-evangelischen Johanneskirche Teheran keine persischsprachigen Gottesdienste und auch keine Taufen von Nicht-Armeniern beziehungsweise vorherigen Muslimen mehr statt. Die Gemeinde wird inzwischen vom Pastor Sergei Shaverdian geleitet.

## Übersetzungen ins Persische
Tadewos Mikajelean übersetzte über 60 Bücher mit christlichen Inhalten ins Persische, darunter Titel wie „Das Geheimnis des Glücks“, „Der Weg des Kreuzes“, „Sie werden meine Zeugen sein“, „Die Mission und Essenz der Kirche“, „Über das Neue Testament“ und „Der Leiter der protestantischen Kirche“. Er war in leitender Verantwortung an der „Gute-Nachricht“-Übersetzung des Neuen Testaments ins Persische beteiligt.

## Familie
Tadewos Mikajelean war mit Juliet verheiratet, mit der er drei Kinder hat. Sie leben heute in den Vereinigten Staaten. An dem Tag, als sein Leichnam gefunden wurde, kam von seiner Tochter sein erstes Enkelkind zur Welt.